# 聚兴诚银行旧址
29°33′32″N 106°32′50″E / 29.55889°N 106.54722°E
聚兴诚银行旧址位于中国重庆市渝中区解放东路（望龙门）112号，原为聚兴诚银行总行所在地，2003年被列为渝中区文物保护单位，2009年以“国民政府外交部旧址”之名被列为重庆市文物保护单位，2013年作为“重庆抗战金融机构旧址群”之一被列为第七批全国重点文物保护单位。
聚兴诚银行是中国近代有影响力的民营商业银行之一，鼎盛时期曾在全国开设了32家分支机构，1951年11月实现公私合营。聚兴诚银行旧址是一栋四层楼的西式建筑，具有上个世纪初盛行的折衷主义风格，现为市农联家电市场有限责任公司的办公地。